# Campeonato Brasileiro de Futebol de 1988
O Campeonato Brasileiro de Futebol de 1988, originalmente denominado Copa Brasil pela CBF e também conhecido pelo nome fantasia de Copa União, foi a 33.ª edição do Campeonato Brasileiro e foi vencido pelo Bahia, tendo como vice-campeão o Internacional.
De seus 29 jogos, o Bahia venceu treze, empatou onze e perdeu cinco, com 33 gols a favor e 23 contra, sendo campeão ao vencer o Internacional por 2 a 1 no Estádio da Fonte Nova e empatar por 0 a 0 o segundo jogo, em pleno Estádio Beira Rio, em Porto Alegre. Nas quartas de final, havia eliminado o pernambucano Sport e, nas semifinais, o Fluminense, contra quem bateu o recorde de público da Fonte Nova, com 110 438 pagantes, no segundo jogo. A maior goleada conquistada pelo time do Bahia foi a vitória sobre o Santos por 5 a 1, em 7 de dezembro. Destacavam-se no time campeão: Ronaldo, João Marcelo, Paulo Rodrigues, Zé Carlos, Bobô e Charles, comandados pelo técnico Evaristo de Macedo.
O rompimento entre o Clube dos 13 e a CBF, ocorrido no ano anterior, terminou redundando num campeonato mais enxuto e competitivo, com apenas 24 clubes e, pela primeira vez, com um sistema verdadeiro de acesso e descenso, conforme recomendado pela FIFA. O regulamento estabelecido no início do campeonato foi cumprido: os quatro últimos colocados da Série A (Bangu, Santa Cruz, Criciúma e America do Rio de Janeiro) caíram para a Série B em 1989, sendo substituídos por Internacional de Limeira e Náutico, respectivamente campeão e vice do Campeonato Brasileiro Série B de 1988. Este sistema perdurou até 1992.
Já o sistema de pontuação foi alterado, em caráter experimental. Cada partida passou a valer três pontos: em caso de vitória no tempo normal, o vencedor ficava com os três pontos e o perdedor, com zero; em caso de empate, cada clube ficava com pelo menos um ponto, e um ponto extra era disputado em cobranças de pênaltis. Porém, na fase final, permaneceu o sistema de contagem de pontos tradicional: dois pontos por vitória, um por empate e zero por derrota.

## Participantes
| Equipe              | Cidade         | Estado | Em 1987              | Estádio (mando)  | Título(s)                                  |
| ------------------- | -------------- | ------ | -------------------- | ---------------- | ------------------------------------------ |
| America             | Rio de Janeiro | RJ     | 16º (Módulo Amarelo) | Wolney Braune    | 0 (não possui)                             |
| Atlético Mineiro    | Belo Horizonte | MG     | 3º (Módulo Verde)    | Mineirão         | 2 (1937, 1971)                             |
| Atlético Paranaense | Curitiba       | PR     | 3º (Módulo Amarelo)  | Pinheirão        | 0 (não possui)                             |
| Bahia               | Salvador       | BA     | 11º (Módulo Verde)   | Fonte Nova       | 1 (1959)                                   |
| Bangu               | Rio de Janeiro | RJ     | 4º (Módulo Amarelo)  | Moça Bonita      | 0 (não possui)                             |
| Botafogo            | Rio de Janeiro | RJ     | 9º (Módulo Verde)    | Maracanã         | 1 (1968)                                   |
| Corinthians         | São Paulo      | SP     | 16º (Módulo Verde)   | Pacaembu         | 0 (não possui)                             |
| Coritiba            | Curitiba       | PR     | 12º (Módulo Verde)   | Couto Pereira    | 1 (1985)                                   |
| Criciúma            | Criciúma       | SC     | 6º (Módulo Amarelo)  | Heriberto Hülse  | 0 (não possui)                             |
| Cruzeiro            | Belo Horizonte | MG     | 4º (Módulo Verde)    | Mineirão         | 1 (1966)                                   |
| Flamengo            | Rio de Janeiro | RJ     | 1º (Módulo Verde)    | Maracanã         | 3 (1980, 1982, 1983)                       |
| Fluminense          | Rio de Janeiro | RJ     | 7º (Módulo Verde)    | Maracanã         | 2 (1970, 1984)                             |
| Goiás               | Goiânia        | GO     | 13º (Módulo Verde)   | Serra Dourada    | 0 (não possui)                             |
| Grêmio              | Porto Alegre   | RS     | 5º (Módulo Verde)    | Olímpico         | 1 (1981)                                   |
| Guarani             | Campinas       | SP     | 2º (Módulo Amarelo)  | Brinco de Ouro   | 1 (1978)                                   |
| Internacional       | Porto Alegre   | RS     | 2º (Módulo Verde)    | Beira-Rio        | 3 (1975, 1976, 1979)                       |
| Palmeiras           | São Paulo      | SP     | 8º (Módulo Verde)    | Parque Antártica | 6 (1960, 1967, 1967 RGP, 1969, 1972, 1973) |
| Portuguesa          | São Paulo      | SP     | 7º (Módulo Amarelo)  | Canindé          | 0 (não possui)                             |
| Santa Cruz          | Recife         | PE     | 14º (Módulo Verde)   | Arruda           | 0 (não possui)                             |
| Santos              | Santos         | SP     | 15º (Módulo Verde)   | Vila Belmiro     | 6 (1961, 1962, 1963, 1964, 1965, 1968 RGP) |
| São Paulo           | São Paulo      | SP     | 6º (Módulo Verde)    | Morumbi          | 2 (1977, 1986)                             |
| Sport               | Recife         | PE     | 1º (Módulo Amarelo)  | Ilha do Retiro   | 1 (1987)                                   |
| Vasco da Gama       | Rio de Janeiro | RJ     | 10º (Módulo Verde)   | São Januário     | 1 (1974)                                   |
| Vitória             | Salvador       | BA     | 5º (Módulo Amarelo)  | Barradão         | 0 (não possui)                             |

## Fórmula de disputa
Primeira Fase: os 24 clubes foram divididos em 2 grupos. No primeiro turno (doze rodadas), os clubes de um grupo enfrentaram os clubes do outro grupo. No segundo turno (onze rodadas), todos os jogos foram entre clubes do mesmo grupo. Classificaram-se para a fase seguinte os dois primeiros colocados de cada grupo em cada turno. Os quatro últimos colocados no total geral de pontos foram rebaixados à Série B de 1989.
Fase Final (com quartas de final, semifinais e final): oito clubes em sistema eliminatório, com jogos de ida e volta e mando de campo do segundo jogo para o clube com melhor campanha. Em caso de empate na soma dos placares, prorrogação de trinta minutos no segundo jogo; permanecendo o empate, vantagem para o clube com melhor campanha, desaparecendo assim, nessa fase, a regra que estabelecia disputa de pênaltis em caso de empate.

## Primeira fase

### Primeiro turno
| Grupo A | Grupo A             | Grupo A | Grupo A | Grupo A | Grupo A | Grupo A | Grupo A | Grupo A | Grupo A | Grupo A | Grupo A |
| Time    | Time                | PG      | J       | V       | E       | D       | PE      | GP      | GC      | SG      |         |
| ------- | ------------------- | ------- | ------- | ------- | ------- | ------- | ------- | ------- | ------- | ------- | ------- |
| 1       | Fluminense          | 27      | 12      | 7       | 4       | 1       | 2       | 15      | 5       | 10      |         |
| 2       | Internacional       | 27      | 12      | 6       | 5       | 1       | 4       | 18      | 8       | 10      |         |
| 3       | Portuguesa          | 24      | 12      | 6       | 4       | 2       | 2       | 17      | 11      | 6       |         |
| 4       | Atlético Mineiro    | 23      | 12      | 6       | 3       | 3       | 2       | 10      | 8       | 2       |         |
| 5       | Flamengo            | 23      | 12      | 5       | 5       | 2       | 3       | 18      | 10      | 8       |         |
| 6       | São Paulo           | 20      | 12      | 6       | 2       | 4       | 0       | 7       | 8       | -1      |         |
| 7       | Sport               | 20      | 12      | 4       | 5       | 3       | 3       | 10      | 10      | 0       |         |
| 8       | Vitória             | 18      | 12      | 4       | 3       | 5       | 3       | 10      | 13      | -3      |         |
| 9       | Goiás               | 18      | 12      | 3       | 5       | 4       | 4       | 9       | 12      | -3      |         |
| 10      | Atlético Paranaense | 16      | 12      | 3       | 5       | 4       | 2       | 10      | 9       | 1       |         |
| 11      | Palmeiras           | 15      | 12      | 4       | 2       | 6       | 1       | 12      | 14      | -2      |         |
| 12      | Bangu               | 15      | 12      | 3       | 4       | 5       | 2       | 8       | 10      | -2      |         |

| Grupo B | Grupo B       | Grupo B | Grupo B | Grupo B | Grupo B | Grupo B | Grupo B | Grupo B | Grupo B | Grupo B |
| Time | Time          | PG      | J       | V       | E       | D       | PE      | GP      | GC      | SG      |
| --- | ------------- | ------- | ------- | ------- | ------- | ------- | ------- | ------- | ------- | ------- |
| 1 | Vasco da Gama | 27      | 12      | 7       | 3       | 2       | 3       | 19      | 11      | 8       |
| 2 | Grêmio        | 24      | 12      | 7       | 3       | 2       | 0       | 15      | 5       | 10      |
| 3 | Bahia         | 23      | 12      | 5       | 5       | 2       | 3       | 12      | 11      | 1       |
| 4 | Guarani       | 22      | 12      | 5       | 5       | 2       | 2       | 10      | 9       | 1       |
| 5 | Coritiba      | 16      | 12      | 3       | 4       | 5       | 3       | 8       | 11      | -3      |
| 6 | Santa Cruz    | 15      | 12      | 3       | 3       | 6       | 3       | 11      | 15      | -4      |
| 7 | Santos        | 14      | 12      | 3       | 4       | 5       | 1       | 10      | 9       | 1       |
| 8 | Botafogo      | 12      | 12      | 2       | 4       | 6       | 2       | 8       | 13      | -5      |
| 9 | Cruzeiro      | 11      | 12      | 2       | 5       | 5       | 0       | 10      | 15      | -5      |
| 10 | Corinthians   | 10      | 12      | 1       | 5       | 6       | 2       | 6       | 13      | -7      |
| 11 | Criciúma      | 6       | 12      | 1       | 3       | 8       | 0       | 5       | 16      | -11     |
| 12 | America       | 6       | 12      | 1       | 3       | 8       | 0       | 16      | 4       | -12     |
| PG - pontos ganhos; J - jogos; V - vitórias; E - empates; D - derrotas; PE - pontos extras, obtidos em disputas de pênaltis; GP - gols pró; GC - gols contra; SG - saldo de gols |               |         |         |         |         |         |         |         |         |         |

|  |                          |
|  | Classificados à 2ª fase. |

### Segundo turno
| Grupo A | Grupo A             | Grupo A | Grupo A | Grupo A | Grupo A | Grupo A | Grupo A | Grupo A | Grupo A | Grupo A | Grupo A |
| Time    | Time                | PG      | J       | V       | E       | D       | PE      | GP      | GC      | SG      | TPG     |
| ------- | ------------------- | ------- | ------- | ------- | ------- | ------- | ------- | ------- | ------- | ------- | ------- |
| 1       | Sport               | 21      | 11      | 5       | 3       | 3       | 3       | 10      | 10      | 0       | 41      |
| 2       | Flamengo            | 20      | 11      | 6       | 2       | 3       | 0       | 14      | 9       | 5       | 43      |
| 3       | Portuguesa          | 19      | 11      | 6       | 1       | 4       | 0       | 11      | 10      | 1       | 43      |
| 4       | Internacional       | 19      | 11      | 4       | 5       | 2       | 2       | 17      | 15      | 2       | 46      |
| 5       | São Paulo           | 19      | 11      | 3       | 6       | 2       | 4       | 14      | 10      | 4       | 39      |
| 6       | Atlético Mineiro    | 17      | 11      | 2       | 7       | 2       | 4       | 12      | 14      | -2      | 40      |
| 7       | Palmeiras           | 16      | 11      | 3       | 5       | 3       | 2       | 9       | 8       | 1       | 31      |
| 8       | Goiás               | 16      | 11      | 2       | 6       | 3       | 4       | 12      | 9       | 3       | 34      |
| 9       | Atlético Paranaense | 15      | 11      | 2       | 6       | 3       | 3       | 8       | 8       | 0       | 31      |
| 10      | Bangu               | 13      | 11      | 1       | 6       | 4       | 4       | 7       | 12      | -5      | 28      |
| 11      | Vitória             | 12      | 11      | 3       | 3       | 5       | 0       | 11      | 17      | -6      | 30      |
| 12      | Fluminense          | 11      | 11      | 2       | 4       | 5       | 1       | 9       | 12      | -3      | 38      |

| Grupo B | Grupo B       | Grupo B | Grupo B | Grupo B | Grupo B | Grupo B | Grupo B | Grupo B | Grupo B | Grupo B | Grupo B |
| Time | Time          | PG      | J       | V       | E       | D       | PE      | GP      | GC      | SG      | TPG     |
| --- | ------------- | ------- | ------- | ------- | ------- | ------- | ------- | ------- | ------- | ------- | ------- |
| 1 | Vasco da Gama | 27      | 11      | 6       | 5       | 0       | 4       | 15      | 3       | 12      | 54      |
| 2 | Cruzeiro      | 23      | 11      | 6       | 4       | 1       | 1       | 16      | 6       | 10      | 34      |
| 3 | Corinthians   | 22      | 11      | 5       | 4       | 2       | 3       | 15      | 9       | 6       | 32      |
| 4 | Bahia*        | 21      | 11      | 6       | 2       | 3       | 1       | 16      | 9       | 7       | 44      |
| 5 | Coritiba      | 20      | 11      | 5       | 3       | 3       | 2       | 12      | 6       | 6       | 36      |
| 6 | Botafogo      | 19      | 11      | 5       | 3       | 3       | 1       | 9       | 9       | 0       | 31      |
| 7 | Santos        | 17      | 11      | 4       | 3       | 4       | 2       | 9       | 16      | -7      | 31      |
| 8 | Santa Cruz    | 12      | 11      | 2       | 4       | 5       | 2       | 8       | 13      | -5      | 27      |
| 9 | Grêmio        | 12      | 11      | 2       | 4       | 5       | 2       | 10      | 17      | -7      | 36      |
| 10 | Guarani       | 10      | 11      | 2       | 4       | 5       | 0       | 10      | 13      | -3      | 32      |
| 11 | Criciúma      | 8       | 11      | 0       | 5       | 6       | 3       | 7       | 18      | -11     | 14      |
| 12 | America       | 7       | 11      | 1       | 3       | 7       | 1       | 7       | 15      | -8      | 13      |
| PG - pontos ganhos; J - jogos; V - vitórias; E - empates; D - derrotas; PE - pontos extras, obtidos em disputas de pênaltis; GP - gols pró; GC - gols contra; SG - saldo de gols; TPG - Total de pontos ganhos nos dois turnos |               |         |         |         |         |         |         |         |         |         |         |

|  |                                                                 |
|  | Classificados à segunda fase.                                   |
|  | Classificados à segunda fase no primeiro turno.                 |
|  | Rebaixados à segunda divisão pelo total de pontos ganhos (TPG). |

Obs.: Como o Vasco da Gama já estava classificado desde o fim do primeiro turno e conseguiu novamente estar na zona de classificação, a quarta vaga referente aos times do Grupo B foi ganha pelo Bahia, que possuía o maior total de pontos ganhos (TPG) entre os não-classificados.

## Segunda fase
|  | Quartas de final | Quartas de final | Quartas de final | Quartas de final |               |            | Semifinais | Semifinais | Semifinais |  |       | Final | Final | Final |
|  |                  |                  |                  |                  |               |            |            |            |            |  |       |       |       |       |
|  | 1                | Vasco da Gama    | 0                | 2(0)             |               |            |            |            |            |  |       |       |       |       |
|  | 8                | Fluminense       | 1                | 1(2)             |               |            |            |            |            |  |       |       |       |       |
|  | 8                | Fluminense       | 1                | 1(2)             |               | Fluminense | 0          | 1          |            |  |       |       |       |       |
|  |                  |                  |                  |                  |               | Fluminense | 0          | 1          |            |  |       |       |       |       |
|  |                  | Bahia            | 0                | 2                |               |            |            |            |            |  |       |       |       |       |
|  | 4                | Bahia            | 0                | 2                | Bahia         | 1          | 0(0)       |            |            |  |       |       |       |       |
|  | 4                |                  |                  |                  | Bahia         | 1          | 0(0)       |            |            |  |       |       |       |       |
|  | 5                | Sport            | 1                | 0(0)             |               |            |            |            |            |  |       |       |       |       |
|  | 5                | Sport            | 1                | 0(0)             |               |            |            |            |            |  | Bahia | 2     | 0     |       |
|  |                  |                  |                  |                  |               |            |            |            |            |  | Bahia | 2     | 0     |       |
|  |                  | Internacional    | 1                | 0                |               |            |            |            |            |  |       |       |       |       |
|  | 3                | Internacional    | 1                | 0                | Flamengo      | 0          | 0          |            |            |  |       |       |       |       |
|  | 3                |                  |                  |                  | Flamengo      | 0          | 0          |            |            |  |       |       |       |       |
|  | 6                | Grêmio           | 0                | 1                |               |            |            |            |            |  |       |       |       |       |
|  | 6                | Grêmio           | 0                | 1                |               | Grêmio     | 0          | 1          |            |  |       |       |       |       |
|  |                  |                  |                  |                  |               | Grêmio     | 0          | 1          |            |  |       |       |       |       |
|  |                  | Internacional    | 0                | 2                |               |            |            |            |            |  |       |       |       |       |
|  | 2                | Internacional    | 0                | 2                | Internacional | 0          | 2          |            |            |  |       |       |       |       |
|  | 2                |                  |                  |                  | Internacional | 0          | 2          |            |            |  |       |       |       |       |
|  | 7                | Cruzeiro         | 0                | 0                |               |            |            |            |            |  |       |       |       |       |
|  | 7                | Cruzeiro         | 0                | 0                |               |            |            |            |            |  |       |       |       |       |

Obs.: Em parênteses estão os resultados das partidas terminadas em prorrogação. No confronto Bahia × Sport, o Bahia foi classificado por ter maior total de pontos que o Sport.

## Decisão
| 15 de fevereiro de 1989 | Bahia         | 2 – 1 | Internacional | Estádio da Fonte Nova, Salvador              |
|                         | Bobô 36', 50' |       | Leomir 19'    | Público: 90 508 Árbitro: Romualdo Arpi Filho |

Bahia: Ronaldo; Tarantini, João Marcelo, Claudir e Edinho; Paulo Rodrigues, Zé Carlos e Bobô; Osmar, Charles (Sandro) e Marquinhos. Técnico: Evaristo de Macedo.
Internacional: Taffarel; Luís Carlos Winck (Diego Aguirre), Aguirregaray, Nenê e João Luís; Norberto, Luís Carlos Martins e Leomir; Maurício (Heider), Nílson e Edu. Técnico: Abel Braga.
| 19 de fevereiro de 1989 | Internacional | 0 – 0 | Bahia | Estádio Beira-Rio, Porto Alegre                       |
|                         |               |       |       | Público: 79 598 Árbitro: Dulcídio Wanderley Boschilia |

Internacional: Taffarel; Luiz Carlos Winck, Aguirregaray, Norton e Casemiro; Norberto, Luis Fernando e Luís Carlos Martins; Maurício (Heider), Nílson e Edu. Técnico: Abel Braga.
Bahia: Ronaldo; Tarantini, João Marcelo, Claudir (Newmar) e Paulo Róbson; Paulo Rodrigues, Zé Carlos e Bobô (Osmar); Gil Sergipano, Charles e Marquinhos. Técnico: Evaristo de Macedo.

## Premiação
| Campeonato Brasileiro de Futebol de 1988 |
| Bahia                                    |
| ---------------------------------------- |
| Esporte Clube Bahia Campeão (2° título)  |

### Bola de Pratade 1988
Os melhores jogadores do campeonato em suas posições, eleitos pela revista Placar:
 Taffarel  (Internacional)
  Alfinete (Grêmio) •  Aguirregaray (Internacional) •  Pereira (Bahia) •  Mazinho (Vasco da Gama)
  Bobô (Bahia) •  Paulo Rodrigues (Bahia) •  Adílson Heleno (Criciúma)
  Vivinho (Vasco da Gama) •  Nílson (Internacional) •  Zinho (Flamengo)
Artilheiro:  Nílson (Internacional)|
Vencedor da Bola de Ouro.

## Classificação final
| Classificação final | Classificação final | Classificação final | Classificação final | Classificação final | Classificação final | Classificação final | Classificação final | Classificação final | Classificação final | Classificação final | Classificação final |
| C                   | Time                | PG                  | J                   | V                   | E                   | D                   | PE                  | GP                  | GC                  | SG                  |                     |
| ------------------- | ------------------- | ------------------- | ------------------- | ------------------- | ------------------- | ------------------- | ------------------- | ------------------- | ------------------- | ------------------- | ------------------- |
| 1                   | Bahia               | 56                  | 29                  | 13                  | 11                  | 5                   | 4                   | 33                  | 23                  | 10                  |                     |
| 2                   | Internacional       | 55                  | 29                  | 12                  | 13                  | 4                   | 6                   | 40                  | 26                  | 14                  |                     |
| 3                   | Fluminense          | 43                  | 27                  | 11                  | 9                   | 7                   | 3                   | 29                  | 21                  | 8                   |                     |
| 4                   | Grêmio              | 40                  | 27                  | 10                  | 9                   | 8                   | 2                   | 27                  | 24                  | 3                   |                     |
| 5                   | Vasco da Gama       | 54                  | 25                  | 13                  | 8                   | 4                   | 7                   | 36                  | 18                  | 18                  |                     |
| 6                   | Flamengo            | 44                  | 25                  | 11                  | 8                   | 6                   | 3                   | 32                  | 20                  | 12                  |                     |
| 7                   | Sport               | 43                  | 25                  | 9                   | 10                  | 6                   | 6                   | 21                  | 21                  | 0                   |                     |
| 8                   | Cruzeiro            | 35                  | 25                  | 8                   | 10                  | 7                   | 1                   | 26                  | 23                  | 3                   |                     |
| 9                   | Portuguesa          | 43                  | 23                  | 12                  | 5                   | 6                   | 2                   | 28                  | 21                  | 7                   |                     |
| 10                  | Atlético Mineiro    | 40                  | 23                  | 8                   | 10                  | 5                   | 6                   | 22                  | 22                  | 0                   |                     |
| 11                  | São Paulo           | 39                  | 23                  | 9                   | 8                   | 6                   | 4                   | 21                  | 18                  | 3                   |                     |
| 12                  | Coritiba            | 36                  | 23                  | 8                   | 7                   | 8                   | 5                   | 20                  | 17                  | 3                   |                     |
| 13                  | Goiás               | 34                  | 23                  | 5                   | 11                  | 7                   | 8                   | 21                  | 21                  | 0                   |                     |
| 14                  | Guarani             | 32                  | 23                  | 7                   | 9                   | 7                   | 2                   | 20                  | 22                  | -2                  |                     |
| 15                  | Corinthians         | 32                  | 23                  | 6                   | 9                   | 8                   | 5                   | 21                  | 22                  | -1                  |                     |
| 16                  | Palmeiras           | 31                  | 23                  | 7                   | 7                   | 9                   | 3                   | 21                  | 22                  | -1                  |                     |
| 17                  | Botafogo            | 31                  | 23                  | 7                   | 7                   | 9                   | 3                   | 17                  | 22                  | -5                  |                     |
| 18                  | Santos              | 31                  | 23                  | 7                   | 7                   | 9                   | 3                   | 19                  | 25                  | -6                  |                     |
| 19                  | Atlético Paranaense | 31                  | 23                  | 5                   | 11                  | 7                   | 5                   | 18                  | 17                  | 1                   |                     |
| 20                  | Vitória             | 30                  | 23                  | 7                   | 6                   | 10                  | 3                   | 21                  | 30                  | -9                  |                     |
| 21                  | Bangu               | 28                  | 23                  | 4                   | 10                  | 9                   | 6                   | 15                  | 22                  | -7                  |                     |
| 22                  | Santa Cruz          | 27                  | 23                  | 5                   | 7                   | 11                  | 5                   | 19                  | 28                  | -9                  |                     |
| 23                  | Criciúma            | 14                  | 23                  | 1                   | 8                   | 14                  | 3                   | 12                  | 34                  | -22                 |                     |
| 24                  | America             | 13                  | 23                  | 2                   | 6                   | 15                  | 1                   | 11                  | 31                  | -20                 |                     |

| PG - pontos ganhos; J - jogos; V - vitórias; E - empates; D - derrotas; PE - pontos extras, obtidos em disputas de pênaltis GP - gols pró; GC - gols contra; SG - saldo de gols; AP - aproveitamento |

|  |                                                                    |
|  | Finalistas e classificados à Taça Libertadores da América de 1989. |
|  | Eliminados na segunda fase.                                        |
|  | Rebaixados para a Série B de 1989.                                 |

## Artilheiros
| Pos. | Jogador   | Equipe           | Gols |
| ---- | --------- | ---------------- | ---- |
| 1    | Nílson    | Internacional    | 15   |
| 2    | Zé Carlos | Bahia            | 9    |
| 2    | Bebeto    | Flamengo         | 9    |
| 4    | Renato    | Atlético Mineiro | 8    |
| 4    | Hamilton  | Cruzeiro         | 8    |
| 4    | Cuca      | Grêmio           | 8    |
| 4    | Gaúcho    | Palmeiras        | 8    |
| 4    | Kita      | Portuguesa       | 8    |
| 4    | Bismarck  | Vasco da Gama    | 8    |

## Maiores públicos
| Nº | Público | Mandante      | Placar | Visitante     | Estádio    | Data                    | Fase             |
| -- | ------- | ------------- | ------ | ------------- | ---------- | ----------------------- | ---------------- |
| 1  | 110 438 | Bahia         | 2–1    | Fluminense    | Fonte Nova | 12 de fevereiro de 1989 | Semifinal        |
| 2  | 90 508  | Bahia         | 2–1    | Internacional | Fonte Nova | 15 de fevereiro de 1989 | Final            |
| 3  | 79 598  | Internacional | 0–0    | Bahia         | Beira-Rio  | 19 de fevereiro de 1989 | Final            |
| 4  | 78 083  | Internacional | 2–1    | Grêmio        | Beira-Rio  | 12 de fevereiro de 1989 | Semifinal        |
| 5  | 75 157  | Vasco da Gama | 2–3    | Fluminense    | Maracanã   | 1 de fevereiro de 1989  | Quartas de final |
| 6  | 71 621  | Grêmio        | 0–0    | Internacional | Olímpico   | 9 de fevereiro de 1989  | Semifinal        |
| 7  | 67 988  | Cruzeiro      | 0–0    | Internacional | Mineirão   | 29 de janeiro de 1989   | Quartas de final |

Fonte: Acervo Folha de S.Paulo

## Campanha do campeão
Primeiro turno
Bahia 1-1 Bangu (pênaltis: 6-5), 2/9
Bahia 1-0 Vitória, 7/9
Fluminense 3-0 Bahia, 11/9
Bahia 1-0 Flamengo, 18/9
Goiás 2-2 Bahia (pên.: 4-2), 25/9
Atlético-MG 1-1 Bahia (pên.: 4-1), 1/10
Bahia 1-1 Sport (pên.: 5-4), 9/10
Bahia 2-0 Atlético-PR, 16/10
São Paulo 0-2 Bahia, 22/10
Bahia 1-0 Palmeiras, 30/10
Internacional 3-0 Bahia, 6/11
Portuguesa 0-0 Bahia (pên.: 4-5), 9/11
Segundo turno
Bahia 2-1 Cruzeiro, 13/11
Vasco 0-0 Bahia (pên.: 5-3), 16/11
Guarani 0-0 Bahia (pên.: 3-4), 20/11
Bahia 0-1 Botafogo, 24/11
Bahia 2-0 Corinthians, 27/11
Criciúma 0-1 Bahia, 1/12
Coritiba 2-0 Bahia, 4/12
Bahia 5-1 Santos, 7/12
Bahia 3-1 Grêmio, 11/12
Santa Cruz 2-1 Bahia, 15/12
Bahia 2-1 America-RJ, 18/12
Quartas de final
Sport 1-1 Bahia, 29/1/89
Bahia 0-0 Sport, 1/2/89
Semifinais
Fluminense 0-0 Bahia, 9/2/89
Bahia 2-1 Fluminense, 12/2/89
Finais
Bahia 2-1 Internacional, 15/2/89
Internacional 0-0 Bahia, 19/2/89

## Patrocínio
A Coca-Cola teve grande destaque como patrocinadora nesta competição ao patrocinar a maioria das equipes, com exceção de Flamengo (Lubrax), Internacional (APLUB), Corinthians (Kalunga), Atlético-PR, Criciúma, Vitória (Banco Econômico), Sport (Banorte), Portuguesa, Guarani (Concretex) e Palmeiras (Agip) (estes dois últimos seriam também patrocinados pela Coca-Cola em 1989).